# Samogícia

Os samogícios ocupavam no século XII as terras baixas da Lituânia

A Samogícia (em samogício: Žemaitėjė, em lituano Žemaitija, em latim Capitanatus Samogitiae) é uma região histórica do Leste Europeu, atualmente parte do território da Lituânia.